# Gustav Herb
Gustav Herb (* 31. März 1862 in Gersweiler; † 11. Januar 1947 in Passau) war ein deutscher Richter.

## Leben
Herb studierte an der Julius-Maximilians-Universität Rechtswissenschaft und wurde 1881 im Corps Bavaria Würzburg aktiv.
Er wurde 1883 vereidigt. 1889 wurde er III. Staatsanwalt und dann Amtsrichter. 1894 wurde er
II. Staatsanwalt und 1897 Landgerichtsrat. Zum I. Staatsanwalt ernannte man ihn 1904. Oberlandesgerichtsrat in München wurde er 1910. Im selben Jahr wurde er Hilfsrichter beim Reichsgericht. Im nächsten Jahr wurde er Reichsgerichtsrat. Er war im IV. Zivilsenat des Reichsgerichts tätig. 1930 trat er in den Ruhestand.